# Улица Боре Станковића (Врање)
| Улица Боре Станковића | Улица Боре Станковића                                                                   |
| --------------------- | --------------------------------------------------------------------------------------- |
|                       |                                                                                         |
| Почетак               | Кружни ток код Споменика жртвама бугарских окупатора у балканскoм и Првом светском рату |
| Крај                  | Булевар ЈНА                                                                             |
| Дужина                | 755 m                                                                                   |
| Ширина                | од 8 до 12 m                                                                            |
| Створена              | пре 1928. год.                                                                          |
| Названа               | 1951. год.                                                                              |
| Стари називи          | Улица Карађорђева, Улица Коче Поповића                                                  |
|                       |                                                                                         |
|                       |                                                                                         |
| Данашњи изглед улице  |                                                                                         |

Улица Боре Станковића у Врању налази се у самом центру града. Добила је назив по писцу Борисаву Бори Станковићу, чији је целокупан књижевни опус био везан за Врање.

## Историјат
Улица Боре Станковића једна је од најстаријих улица у Врању. Назив је мењала више пута.
Октобра 1928. врањска Општина коначно је нумерисала улице у граду и свакој згради дала потребне бројеве. По првом нумерисању улица, које је важило до 6. јануара 1929. године, било је укупно 105 улица. Углавном су све те улице, с малим изузетком, биле без турске калдрме, а калдрма је стављена 1926. и 1931. године, и то само у неким улицама у центру града.
Од октобра 1928. године улица носи назив Карађорђева.
После 1935. године врањска Општина је део улице дотерала тако што је преко њега ставила камену коцку, која и данас служи за потребе града.
Године 1947. и 1950. добија назив, Улица Коче Поповића.

## Данас
Улица Боре Станковића у Врању почиње од кружног тока на раскрсници улица Ивана Милутиновића, Жикице Јовановића Шпанца, Вуле Антића и Доситејеве. Налази се близу Саборне цркве Свете Тројице која је главни и највећи православни храм у Врању, те представља непокретно културно добро као споменик културе. Улица се протеже од Споменика жртвама бугарских окупатора у балканском и Првом светском рату и завршава се код Трга ЈНА.
Захваљујући свом положају у овој улици се налазе значајни објекти и споменици: Споменик жртвама бугарских окупатора, Музичка школа Стеван Мокрањац, као и Дом здравља, испед којег се налази споменик посвећен храбрим женама после Првог светског рата које су лечиле српске војнике.
Споменик жртвама бугарских окупатора у балканскoм и Првом светском рату
Овај споменик је подигнут почетком 1922. године испред Саборне цркве у знак сећања на погинуле војнике и грађане у Првом светском рату.
Зграда Музичке школе
Кућа је саграђена почетком XX века и спада у ред репрезентативних објеката сазиданих у грађанском стилу, са седиштем у улици Боре Станковића 10. Музичка школа Стеван Мокрањац је званично почела са радом 3. јануара 1979. године.
Дом здравља
Пре Првог светског рата у Врању је постојала само болница са малим бројем постеља и неколико лекара. Дом народног здравља у Врању основан је октобра 1928. године, као прва здравствена институција која се бавила превентивном заштитом и унапређењем здравља становништва.
Касније, упоредо са статусним променама развијала се и потреба за обезбеђивањем адекватног простора, па је године 1958. покренута иницијатива за изградњу наменске зграде Дома здравља у Врању. Подизање и отварање Дома здравља у Врању уприличено 29. априла 1983. године.
Споменик испред Дома здравља
Након пробоја Солунског фронта, санитетска јединица, коју су чиниле жене, добила је задатак да се стационира у Врању и оформи болницу. Град је подигао споменик посвећен овим храбрим женама испред Дома здравља.

## Галерија
- Споменик испред Дома здравља у Врању
- Музичка школа у Врању
- Дом здравља у Врању